# 金賢哲
金 賢哲（キム ヒョンチョル、김현철、1959年3月 - ）は、大韓民国元大統領金泳三の次男で、大韓民国の学者、漢陽大学校特任教授である。

## 来歴
政治活動に活発であるため、「小統領」とも呼ばれる。1987年大韓民国大統領選挙では金泳三の選挙陣営で活躍した。1988～1992年に中央世論調査研究所所長、1996年に国連韓国青年協会長を務めた。後に韓宝疑獄の関与により逮捕され、1998年に懲役2年を言い渡された。金泳三の大統領退任後は政界入りを模索し、第17代総選挙と第18代総選挙に出馬を検討したが、いずれも諦めた。2001～2006年に慶南大極東文化研究所研究委員、2008～2012年に政党シンクタンクの汝矣島研究所副所長、2008年に高麗大持続発展研究所研究教授、2013～2014年に漢陽大公共政策大学院特任教授を歴任した後、国民大政治大学院特任教授に就任した。
セヌリ党時代は汝矣島研究所副所長を務めたが、2012年の第19代総選挙で巨済市選挙区の党の公認をもらえなかったため、党首の朴槿恵を猛非難し、セヌリ党を離党し、その後は無所属での出馬も諦めた。2017年の大統領選挙では文在寅を支持し、選挙の直後に共に民主党に入党したが、1年8ヶ月後の2019年1月に文在寅政権の対北朝鮮・雇用・脱原発政策を批判し、再び離党した。2022年大統領選挙では尹錫悦を支持し、2021年7月に尹と対談した。
息子は2021年8月当時、国民の力の党対外協力委員長・権寧世の議員室の秘書を務め、尹錫悦の選挙キャンプに入った。

## 逸話
父親の泳三は回顧録にて、1997年に賢哲が斡旋収賄で拘束される直前の状況を「正常な国政運営が不可能で在任中、最もつらく孤独な時間で仕事が手につかなかった。ありとあらゆる煩悶、悔恨で夜も眠れなかった」と記した。次男を「無理矢理でも海外に送っておけばと無念が起こった」とし、この時期の大統領府（青瓦台）を「監獄」と例え、一日も早く任期を終えたかったという。「一体なぜ大統領になろうとするのか分からない」と話したこともあった。